# 林肯公園 (喬治亞州)
林肯公園（英語：Lincoln Park）是位於美國喬治亞州阿普森縣的一個人口普查指定地區。

## 地理
林肯公園的座標為32°52′04″N 84°19′55″W / 32.86778°N 84.33194°W，而該地最高點為海拔高度218米（即715英尺）。

## 人口
根據2010年美國人口普查的數據，林肯公園的面積為2.70平方千米，當中陸地面積為2.70平方千米，而水域面積為0.00平方千米。當地共有人口1122人，而人口密度為每平方千米415人。